# شیخ حسین (کهگیلویه)
شیخ حسین (کهگیلویه)، روستایی از توابع بخش چرام شهرستان چرام در استان کهگیلویه و بویراحمد ایران است.

## جمعیت
این روستا در دهستان الغچین قرار دارد و براساس سرشماری مرکز آمار ایران در سال ۱۳۸۵، جمعیت آن ۶۶۴ نفر (۱۲۷خانوار) بوده‌است.